# Sidalcea asprella
Sidalcea asprella är en malvaväxtart. Sidalcea asprella ingår i släktet axmalvor, och familjen malvaväxter.

## Underarter
Arten delas in i följande underarter:
- S. a. asprella
- S. a. nana